# Калистеника
Калистеника је назив за вежбе које се састоје од разних чистих моторичких покрета као што су трчање, стајање, хватање, гурање, скакање и слично. Често се изводе ритмички и без пуно опреме те су то, у суштини, вежбе с властитом телесном тежином. Оне су намењене за повећање телесне снаге, флексибилности и свеукупну кондицију кроз покрете као што су гурање или повлачење самог себе, савијање, скакање или љуљање, користећи само властиту телесну тежину. Вежбе се често изводе заједно с растезањем. Енергично и разнолико бављење калистеником има велике предности за раст мишића и може допринети аеробној кондицији, уз побољшање психомоторних вештина попут равнотеже, агилности и координације.
Урбана калистеника се често назива „street workout” или „улични тренинг” због тога што људи често изводе вежбе у урбаним подручјима као што су игралишта и паркови. Индивидуалци и групе тренирају да би били у могућности постићи напредне вештине калистенике као што су згибови, вежбе на шипкама, предње и задње полуге итд.
Спортски тимови и војне јединице често изводе групне вежбе које се заснивају на калистеници као део синхронизираног физичког тренинга за повећање дисциплине и групне кохезије. Калистеника је такође популарна као део физичког васпитања у основним и средњим школама широм света. Уз општу кондицију, вежбе калистенике се често користе као основне евалуацијске физичке вежбе од стране многих војних организација као што је кондицијски тест војске и војника.

## Историја
Калистеника и вежбе с властитом телесном тежином целу људску историју били су примарни начин вежбања и одржавања кондиције, све до краја 19. и почетка 20. века када су се почеле појављивати теретане, тегови и разне справе за вежбање. Тада калистеника губи свој утицај, а почетком 21. века поновно се враћа као један од примарних начина вежбања.

### Порекло назива
Реч калистеника (енглески: calisthenics) потиче од старогрчких речи kalos (κάλλος), што значи „лепота” или „перфекција” (како би се нагласило естетско задовољство које произлази из савршенства људског тела), и sthenos (σθένος), што значи „снага” (велика ментална и физичка снага, храброст, те одлучност). Калистеника је уметност кориштења властите телесне тежине и инерције како би појединац развио и обликовао мишиће, односно властито тело. Према енциклопедији Енцyцлопæдиа Британница, калистеника је добила име по грчком историчару Калистену, једном од њених најранијих заговорника.

### Калистеника у древним цивилизацијама
Старогрчки и римски спортисти, атлете, ратници, као и војска користили су калистенику како би добили снагу, постали флексибилнији и издржљивији. Један од најранијих спомена калистенике датира из 480. године пре нове ере када се одвијала битка код Термопила, а главни извор информација из те битке је грчки историчар Херодот. Легенда каже да је шпијун персијског краља Ксеркса видео спартанску војску краља Леонида како практикује калистенику пре борбе. Она је била примарни начин одржавања кондиције и вежбања у војној обуци Спартанаца. Грчки географ и путник Паусанија забележио је да су спортисти који су суделовали на Олимпијским играма такође практиковали калистенику. Умеће и традиција калистенике касније се наставила у римским гладијаторским камповима, како је забележио историчар Тит Ливије.
Традиција персијског спорта под називом „varzesh-e pahlavani” који је уписан на УНЕСЦО-ов попис нематеријалне светске баштине, такође обухваtа вежбе с властитом телесном тежином и калистенику. Монаси шаолинског храма у Кини такође користе калистенику како би развили снагу, агилност и равнотежу.

### Губитак значења и нови почетак (19. и почетак 20. века)
Ученици Фридриха Лудвига Јана и других донели су знање гимнастике и калистенике у САД, док су многи тренери у 19. веку користили калистенику као саставни део физичког васпитања за жене. Организована друштва калистенике у Сједињеним Америчким Државама изгубила су на важности након контроверзне битке система када је држава одређивала начин којим ће се проводити физичко васпитање. У том раздобљу калистенику су засенили такмичарски спортови. Почетком 20. века уочене су њене здравствене предности, те су основне и средње школе широм целог Западног света уврстиле вежбе калистенике у програме физичког васпитања. Постала је и део војног тренинга, а користили су је и неки пионири бодибилдинга.
Од друге половице 20. века, справе за вежбање у теретанама те тегови готово су у потпуности заменили калистенику као методу тренинга снаге. Током тог раздобља, традиција калистенике као начин вежбања очувала се у америчким затворима и војним камповима, те међу људима који су се бавили борилачким вештинама, боксом и рвањем.

### Поновно стицање популарности (крај 20. и почетак 21. века)
У данашње време калистеника се повезује са све брже растућим међународним спортом који се назива улични тренинг. Спортисти, као и аутори књига на тему калистенике, једни су од најзаслужнијих за повратак занимања за калистеником у 21. веку.